# Aeródromo de Alerta
El Aeródromo de Alerta (OACI:SPAR, IATA: ALD ) es un pequeño aeropuerto regional que sirve a la población peruana de Alerta, ubicado en el Distrito de Tahuamanu, Provincia de Tahuamanu, Departamento de Madre de Dios. 
Actualmente no recibe vuelos comerciales pero sí varios vuelos privados y charter. Se prevé la posibilidad de aumentar la frecuencia de los vuelos próximamente a fin de facilitar el acercamiento entre las poblaciones cercanas del Perú y aquellas del Brasil.
- Datos: Q3500201